# Karen Hoff
Karen Hoff (29 maggio 1921 – 29 febbraio 2000) è stata una canoista danese.

## Biografia
Ha vinto la medaglia d'oro olimpica nella canoa alle Olimpiadi di Londra 1948, in particolare nella gara di K1 500 metri femminile. Nelle sue partecipazioni ai campionati mondiali di canoa/kayak velocità ha conquistato una medaglia d'oro nel 1948 (K2 500 m) e una medaglia d'argento nel 1950 (K1 500 m).